# Campionati del mondo di atletica leggera indoor 2010 - 60 metri ostacoli maschili
I 60 m ostacoli maschili si sono tenuti il 12 ed il 14 marzo 2010. Per qualificarsi, bisognava aver fatto 7"74 sui 60 hs o 13"55 sui 110 hs.

## Risultati

### Batterie

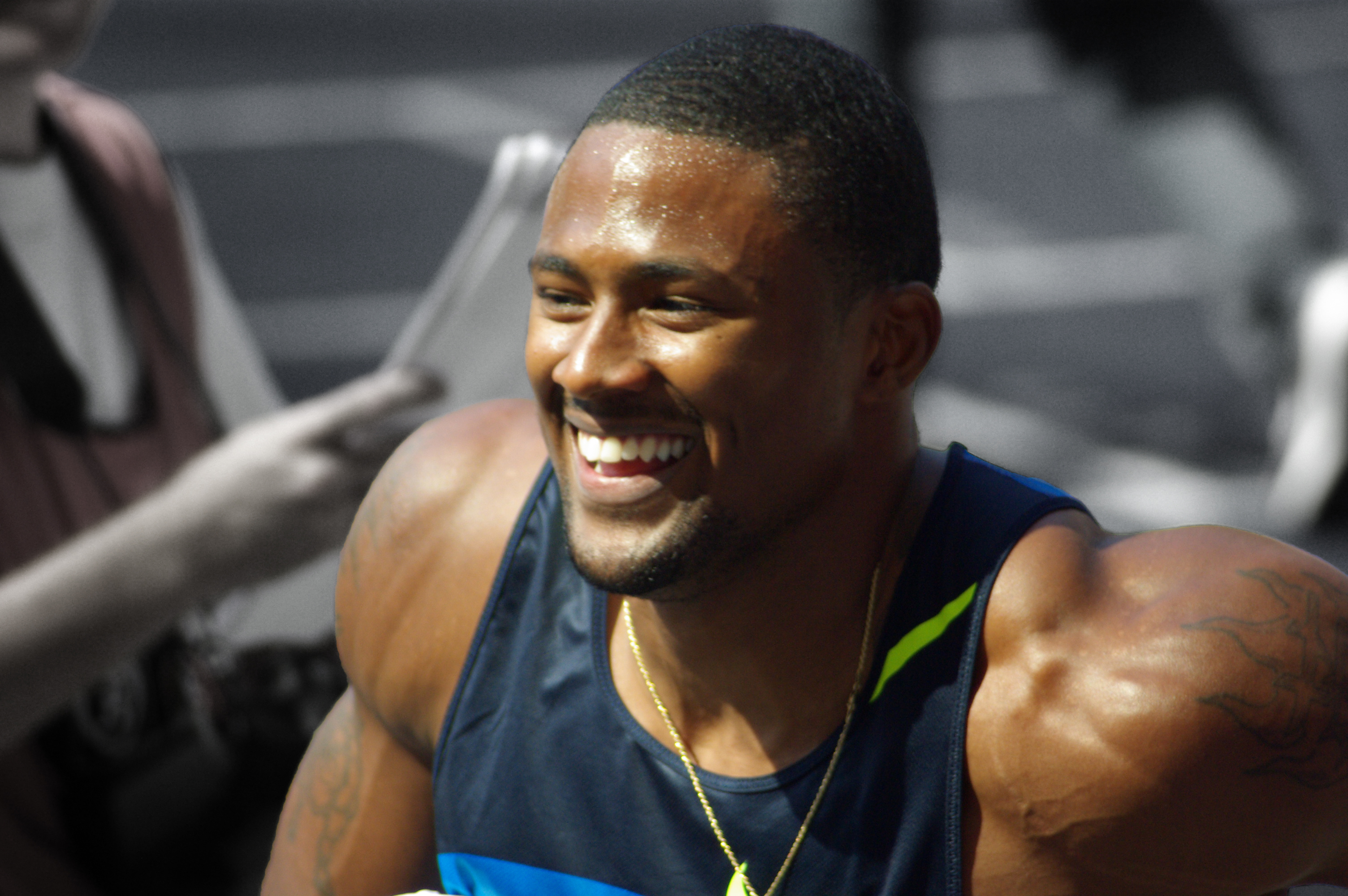
David Oliver

Vanno in semifinale i primi 4 di ogni batteria e i 4 migliori tempi ripescati
| Pos | Batt. | Atleta              | Nazione      | Tempo | Note      |
| --- | ----- | ------------------- | ------------ | ----- | --------- |
| 1   | 1     | David Oliver        | Stati Uniti  | 7.60  | Q         |
| 2   | 2     | Terrence Trammell   | Stati Uniti  | 7.60  | Q         |
| 3   | 1     | Dániel Kiss         | Ungheria     | 7.65  | Q         |
| 4   | 4     | Felipe Vivancos     | Spagna       | 7.67  | Q, SB     |
| 5   | 1     | Alexander John      | Germania     | 7.70  | Q         |
| 6   | 4     | Maurice Wignall     | Giamaica     | 7.71  | Q, SB     |
| DQ  | 3     | Evgeniy Borisov     | Russia       | 7.74  | Q, Doping |
| 7   | 5     | Dayron Robles       | Cuba         | 7.74  | Q         |
| 8   | 2     | Shamar Sands        | Bahamas      | 7.75  | Q         |
| 9   | 4     | Petr Svoboda        | Rep. Ceca    | 7.75  | Q         |
| 10  | 3     | Helge Schwarzer     | Germania     | 7.76  | Q         |
| 11  | 1     | Adrien Deghelt      | Belgio       | 7.77  | Q         |
| 12  | 5     | Héctor Cotto        | Porto Rico   | 7.78  | Q, SB     |
| 13  | 5     | Dominik Bochenek    | Polonia      | 7.78  | Q         |
| 14  | 3     | Liu Xiang           | Cina         | 7.79  | Q, SB     |
| 15  | 5     | Gregory Sedoc       | Paesi Bassi  | 7.79  | Q         |
| 16  | 2     | Damien Broothaerts  | Belgio       | 7.80  | Q         |
| 17  | 2     | Jurica Grabušić     | Croazia      | 7.80  | Q         |
| 18  | 3     | Philip Nossmy       | Svezia       | 7.80  | Q         |
| 19  | 5     | Maksim Lynsha       | Bielorussia  | 7.80  | q         |
| 20  | 4     | Shi Dongpeng        | Cina         | 7.83  | Q, SB     |
| 21  | 4     | Dayron Capetillo    | Cuba         | 7.85  | q         |
| 22  | 1     | Ronald Forbes       | Isole Cayman | 7.86  | q         |
| 23  | 3     | Garfield Darien     | Francia      | 7.86  | q         |
| 24  | 3     | Martin Mazáč        | Rep. Ceca    | 7.97  |           |
| 25  | 5     | Aleksey Dremin      | Russia       | 8.18  |           |
| 26  | 2     | Ahmad Hazer         | Libano       | 8.36  | NR        |
| 27  | 1     | Iong Kim Fai        | Macao        | 8.67  |           |
| 28  | 1     | Inoke Finau         | Tonga        | 9.06  | PB        |
|     | 4     | Ladji Doucouré      | Francia      | DNF   |           |
|     | 2     | Paulo Villar        | Colombia     | DQ    | [ 1 ]     |
|     | 5     | Dhirendra Chaudhary | Nepal        | DQ    | [ 1 ]     |
|     | 2     | Dwight Thomas       | Giamaica     | DNS   |           |
|     | 4     | Mohsin Ali          | Pakistan     | DNS   |           |

### Semifinali

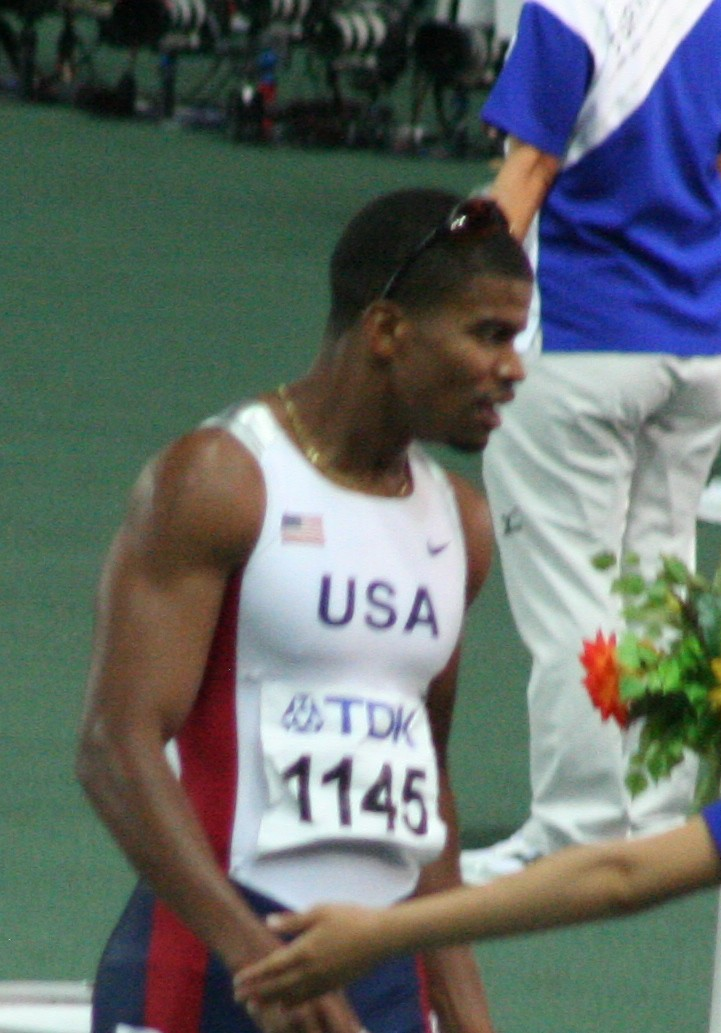
Terrence Trammell

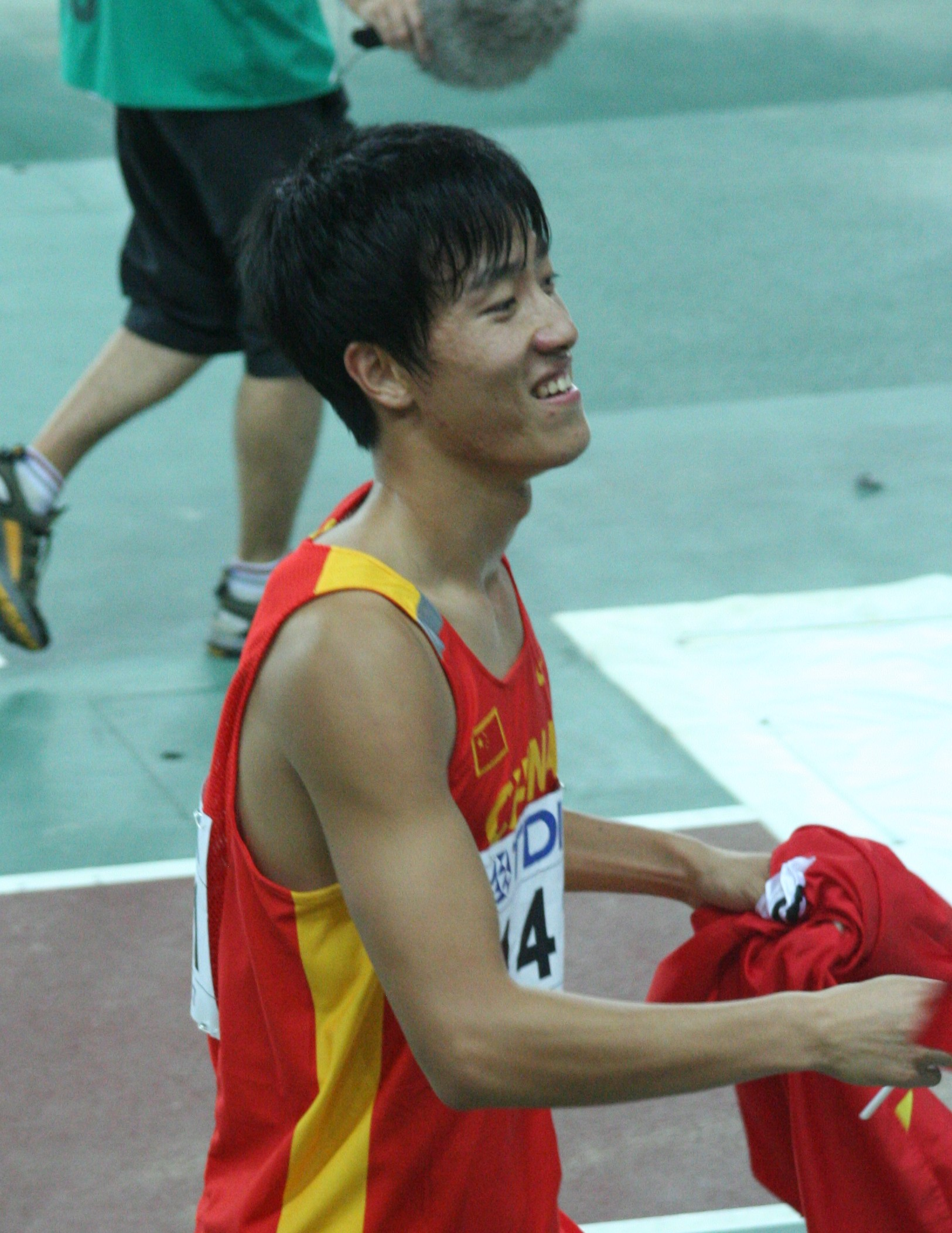
Liu Xiang

Vanno in finale i primi 2 di ogni batteria e i 2 migliori tempi ripescati
| Pos | Semi. | Atleta             | Nazione      | Tempo | Note      |
| --- | ----- | ------------------ | ------------ | ----- | --------- |
| 1   | 1     | Terrence Trammell  | Stati Uniti  | 7.51  | Q         |
| 2   | 2     | Dayron Robles      | Cuba         | 7.56  | Q         |
| DQ  | 2     | Evgeniy Borisov    | Russia       | 7.57  | Q, Doping |
| 3   | 3     | Petr Svoboda       | Rep. Ceca    | 7.60  | Q         |
| 4   | 3     | David Oliver       | Stati Uniti  | 7.61  | Q         |
| 5   | 3     | Maurice Wignall    | Giamaica     | 7.62  | q, SB     |
| 6   | 3     | Dániel Kiss        | Ungheria     | 7.64  | q         |
| 7   | 2     | Gregory Sedoc      | Paesi Bassi  | 7.67  |           |
| 8   | 1     | Liu Xiang          | Cina         | 7.68  | Q, SB     |
| 9   | 3     | Philip Nossmy      | Svezia       | 7.69  |           |
| 10  | 2     | Maksim Lynsha      | Bielorussia  | 7.71  |           |
| 11  | 2     | Helge Schwarzer    | Germania     | 7.74  |           |
| 12  | 1     | Dayron Capetillo   | Cuba         | 7.76  |           |
| 13  | 1     | Shamar Sands       | Bahamas      | 7.81  |           |
| 14  | 3     | Jurica Grabušić    | Croazia      | 7.81  |           |
| 15  | 2     | Shi Dongpeng       | Cina         | 7.82  | SB        |
| 16  | 1     | Adrien Deghelt     | Belgio       | 7.83  |           |
| 17  | 2     | Damien Broothaerts | Belgio       | 7.86  |           |
| 18  | 2     | Héctor Cotto       | Porto Rico   | 7.87  |           |
| 19  | 1     | Ronald Forbes      | Isole Cayman | 7.91  |           |
| 20  | 3     | Dominik Bochenek   | Polonia      | 7.91  |           |
|     | 1     | Felipe Vivancos    | Spagna       | DQ    | [ 1 ]     |
|     | 1     | Alexander John     | Germania     | DQ    | [ 1 ]     |
|     | 3     | Garfield Darien    | Francia      | DNS   |           |

### Finale

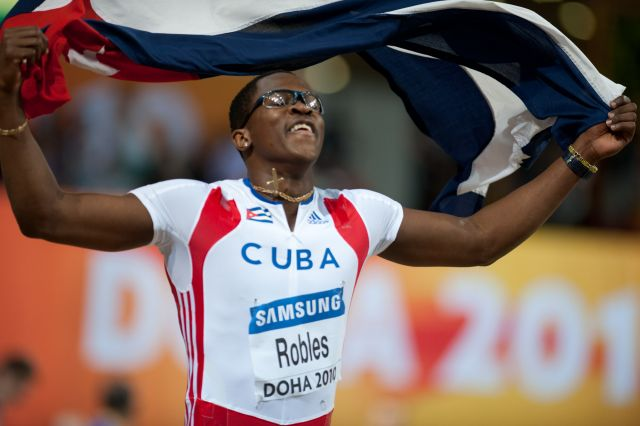
Dayron Robles

| Pos | Name              | Nationality | Time | Notes      |
| --- | ----------------- | ----------- | ---- | ---------- |
| 1   | Dayron Robles     | Cuba        | 7.34 | CR, WL     |
| 2   | Terrence Trammell | Stati Uniti | 7.36 | =NR        |
| 3   | David Oliver      | Stati Uniti | 7.44 | PB         |
| DQ  | Evgeniy Borisov   | Russia      | 7.51 | SB, Doping |
| 4   | Petr Svoboda      | Rep. Ceca   | 7.58 |            |
| 5   | Maurice Wignall   | Giamaica    | 7.60 | SB         |
| 6   | Liu Xiang         | Cina        | 7.65 | SB         |
| 7   | Dániel Kiss       | Ungheria    | 7.81 |            |